# غاريث مورتون
غاريث مورتون (بالإنجليزية: Gareth Morton)‏ هو لاعب دوري الرغبي أسترالي، ولد في 21 أكتوبر 1982 في اسكتلندا في المملكة المتحدة.